# ニヌルタ
ニヌルタ（𒀭𒊩𒌆𒅁： DNIN.URTA、「オオムギ[の]主」）またはニンギルス（Ninĝirsu、𒀭𒊩𒌆𒄈𒋢：DNIN.ĜIR2.SU、「ギルス[の]主」）は農耕、治癒、狩猟、法、筆記、戦争に関連する古代メソポタミアの神。シュメル時代から信仰を得ていた。最初期の記録では、ニヌルタは農業と治癒の神であり、人々の病を治し悪魔の力から解放する神であった。後の時代には、メソポタミアの軍事化に伴い、農耕神としての初期の属性の多くを保持しつつも戦士の神となっていった。彼は神々の長エンリル神の息子であると考えられており、シュメルにおける宗教行為の中心はニップル市のエ・シュメシャ（Eshumesha）神殿であった。ラガシュのグデア王（在位：前2144年-前2124）はニンギルスを称え、ラガシュにニンギルス神殿を再建した。
後にニヌルタはアッシリア人から素晴らしい戦士として人気を博するようになった。アッシリア王アッシュル・ナツィルパル2世（在位：前883年-前859年）はニヌルタ神のためにカルフに巨大な神殿を建設した。その後、この神殿はニヌルタの最も重要な信仰の拠点となった。
叙事詩『ルガル・エ』では、ニヌルタは喋る棍棒シャルルを用いて悪魔アサグを殺し、石を使ってティグリス川とユーフラテス川を灌漑できるようにした。シュメルの『農事歳時記』とも呼ばれる詩では、ニヌルタは農民たちに農業にまつわる助言を与えている。あるアッカド神話では、ニヌルタは父であるエンリル神から天命の書板を盗み出したアンズー鳥に立ち向かう神々の英雄（champion of the gods）であり、そしてある神話では「殺された勇士たち（Slain Heroes）」と呼ばれる戦士たちの一団を殺害した神である。この神話は完全な形では現存しないが多くの作品で触れられている。ニヌルタ神の主たるシンボルは止まり木に止まった鳥（perched bird）と鋤である。
ニヌルタは「勇敢な狩人」ニムロドの人物像に影響を与えているかもしれない。彼は『旧約聖書』「創世記」においてカルフと関連付けられて言及されている。むしろ、より伝統的には、神話上のニヌルタが、聖書のニムロドとされるような歴史上の人格から影響を受けているともされる。彼はまた『旧約聖書』「列王記下」でニスロクという名で言及されているかもしれない。19世紀、カルフのニヌルタ神殿から発見された有翼鷲頭の人物像が「ニスロク」であるという誤った理解が一般に普及し、当時のファンタジー文学の中にこの設定が見られる。

## 信仰

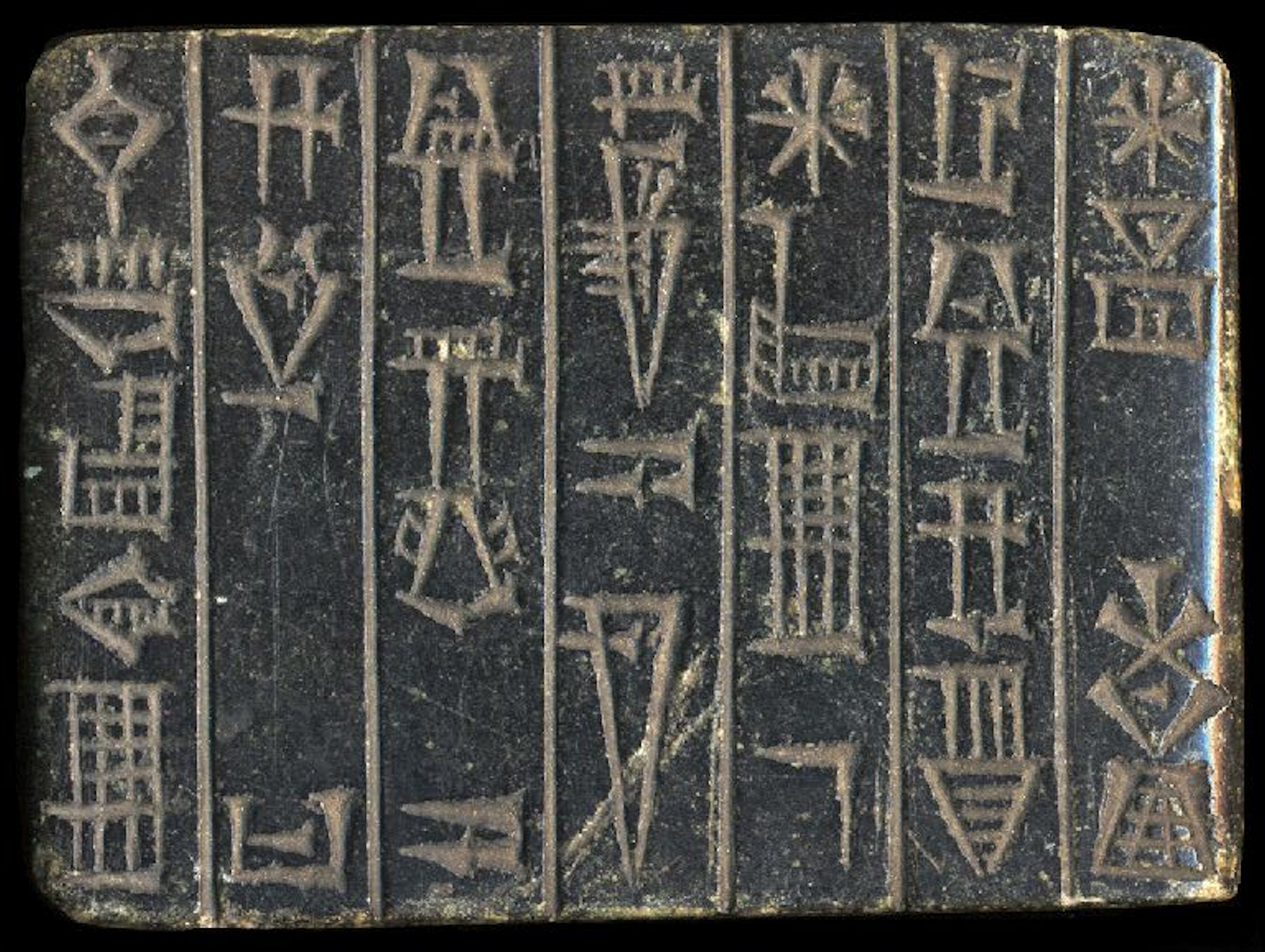
グデアがニンギルス神に捧げた粘土板。「エンリル神の強き戦士、彼の主、ニンギルスへ、ラガシュのエンシグデア。」

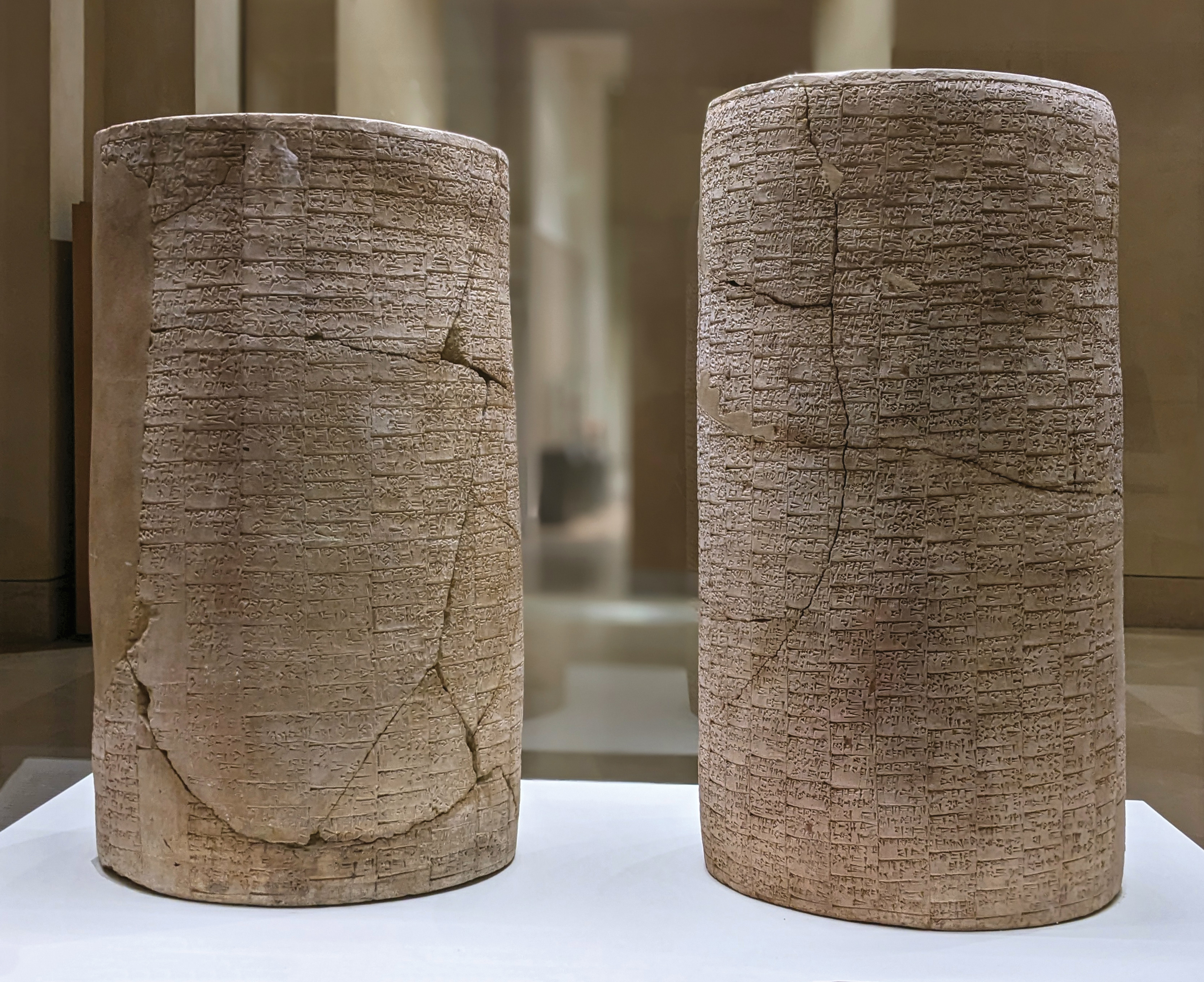
グデアの円筒。前2125年頃。夢のお告げに従ったラガシュのグデア王がどのようにしてラガシュのニンギルス神殿を再建したのかを述べている。

ニヌルタは前3千年紀半ば頃には既にシュメル人によって崇拝されており、メソポタミアにおいて最も古くから存在が確認されている神の一柱である。信仰の中心はシュメルの都市国家ニップルのエ・シュメシャ（Eshumesha）神殿で、農耕の神として、また、都市神エンリルの息子として信仰された。元来は別々の神であったかもしれないが、歴史時代に入った後には既にシュメルの都市国家ギルスで信仰されたニンギルス神は現地におけるニヌルタの形とされていた。アッシリア学者ジェレミー・ブラックとアンソニー・グリーン（Anthony Green）によれば、ニヌルタとニンギルスの性格は「密接に絡み合っていた」。都市国家ギルスの重要性が低下するにつれ、ニンギルスは「ニヌルタ」として認識される度合いを増し、主としてその好戦性と戦争にまつわる性質によって特徴づけられるようになっていった。
後の時代にはニヌルタは荒々しい戦士という評価によってアッシリア人から大きな人気を集めた。前2千年紀末にはトゥクルティ・ニヌルタ（ニヌルタに信頼される者）、ニヌルタ・アピル・エクル（ニヌルタは[エンリルの神殿]エ・クルの後継者なり）、ニヌルタ・トゥクルティ・アッシュル（ニヌルタはアッシュル神の信頼する者なり）のように、アッシリア王たちは頻繁にニヌルタを王名の一部とした。トゥクルティ・ニヌルタ1世（在位：前1243年-前1207年）はある碑文で、彼が「余を寵愛されるニヌルタ神の命令の下で」狩猟を行ったと宣言している。同様にアダド・ニラリ2世（在位：前911年-前891年）はニヌルタとアッシュルが彼の統治を後援していると主張し、彼の統治権の道徳的正当性によりニヌルタとアッシュルの敵を打倒したと宣言している。前9世紀、アッシュル・ナツィルパル2世（在位：前883年-前859年）はアッシリア帝国の首都をカルフへと遷した。そこで彼が最初に建てた神殿はニヌルタに捧げられたものであった。

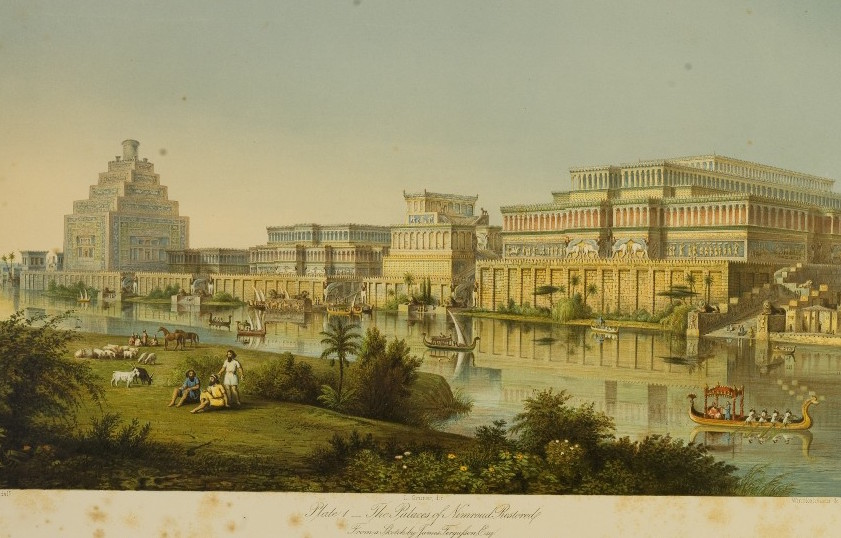
アッシリア帝国におけるニヌルタ信仰の中心であったカルフ市の1853年の復元図。イギリス人考古学者オースティン・ヘンリー・レヤードによる1840年代の発掘成果に基づいて、当時の景観を復元したもの。

カルフのニヌルタ神殿の壁は、アンズー鳥を屠るニヌルタなどの浮彫彫刻で装飾されていた。アッシュル・ナツィルパル2世の息子、シャルマネセル3世（在位：前859年-前824年）は、カルフでニヌルタのジッグラトを完成させ、自身の石製浮彫をニヌルタ神に捧げた。この浮彫でシャルマネセル3世は自身の軍事的偉業を誇り、彼の勝利の全てはニヌルタ神に帰すものであり、その助けなくしては何事も成し得なかったと宣言している。アダド・ニラリ3世（在位：前811年-前783年）の時、アッシュル市のアッシュル神殿に新たな寄進物が納められ、それらはアッシュル神とニヌルタ神の印章で封印された。
アッシリアの首都がカルフから他へ遷された後、パンテオンにおけるニヌルタの重要性は低下し始めた。サルゴン2世はニヌルタ以上に書記の神ナブー神を好んだ。にもかかわらず、ニヌルタはなお重要な神の1柱であり続けた。アッシリアの王たちがカルフを去った後でも、旧都の住民たちはニヌルタを崇拝し続け、この神を「カルフに住まうニヌルタ」と呼んだ。カルフで発見された法的文書には、宣誓違反者は「2ミナの銀と1ミナの金をカルフに住まうニヌルタの膝の上に置く」ことを要求されたと記されている。この条文の確実な最後の例はアッシリア王エサルハドン（在位：前681年-前669年）の治世最後の年である前669年のものである。カルフのニヌルタ神殿はアッシリア帝国の終焉まで繁栄しており、困窮した人々を雇用していた。宗教的儀式を主催するのはシャング（šangû）と呼ばれる神官兼歌謡長（priest and a chief singer）であり、料理人、執事、荷運夫（porter）が彼を補佐した。前7世紀後半になるとニヌルタ神殿のスタッフはボルシッパのナブー神殿のスタッフと共に法的文書には見えなくなる。この2つの神殿はケプ（qēpu）と呼ばれる官吏を共有していた。

## 図像学

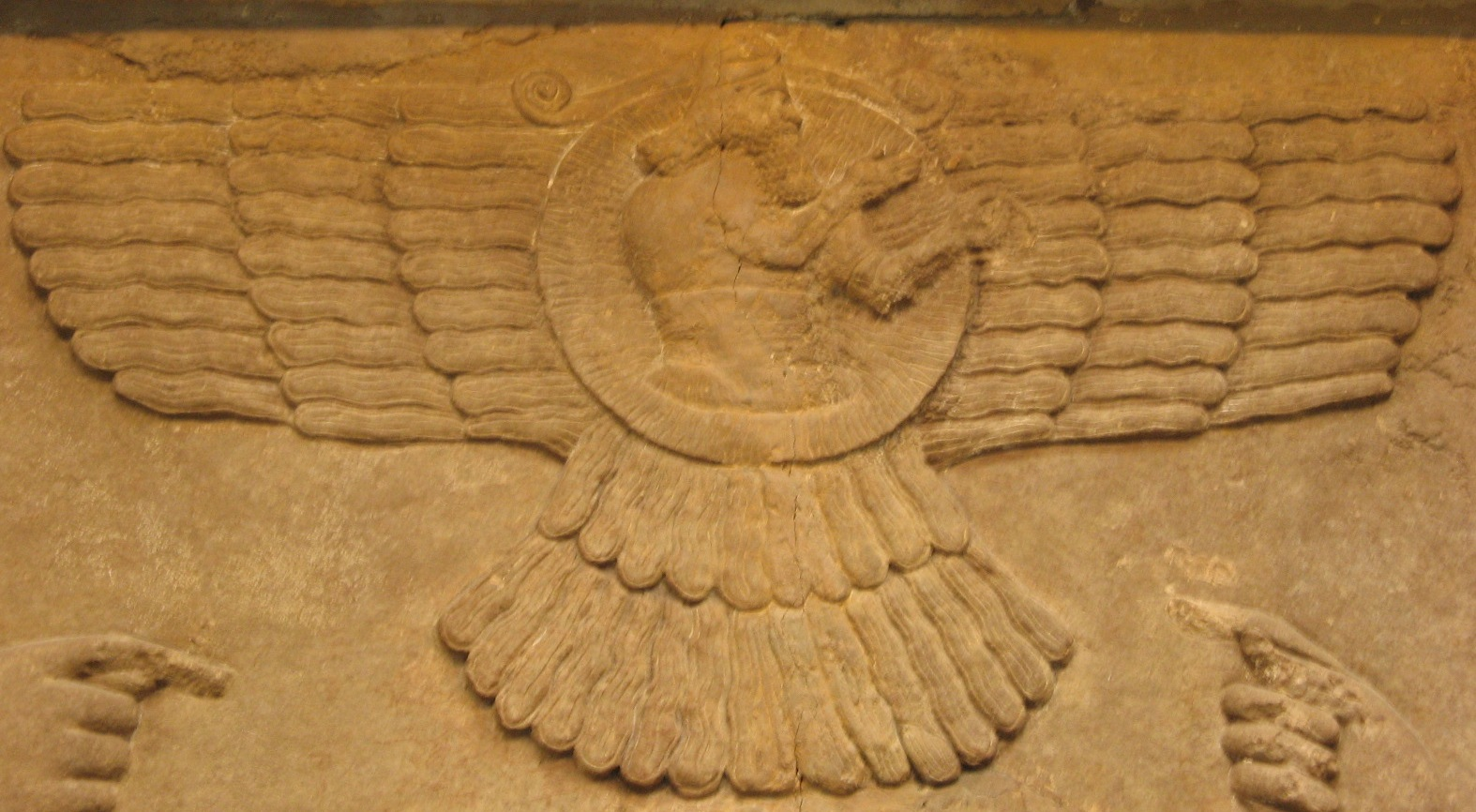
カルフの北西宮殿で発見されたアッシリアの有翼太陽円盤内に男性像がおかれたエンブレム。幾人かの著者はこれはニヌルタであるかもしれないと推測しているが、大部分の学者は根拠のないものとして斥けている。

カッシート時代（前1600年頃-前1155年頃）のクドゥル（境界石）には鋤にニンギルスのシンボルであるという説明が付けられている。この鋤は新アッシリアの美術作品にも見られ、恐らくはニヌルタのシンボルである。木に止まった鳥（A perched bird）も新アッシリア時代にニヌルタのシンボルとして使用された。ある推測的仮説では前9世紀の有翼円盤は元来ニヌルタを象徴していたが、後にアッシュルと太陽神シャマシュを象徴するものとなったとされる。この説は初期の表現においてニヌルタが有翼円盤の上におり鳥の羽を持っているように見えるものがあることに立脚している。もっとも、大部分の学者はこの説は根拠がないとして斥けている。前8世紀と前7世紀の天文学者たちはニヌルタ（またはパビルサグ）をいて座と同定していた。また、シリウスと同定される場合もあった。シリウスはアッカド語では「šukūdu（矢）」として知られていた。そしておおいぬ座（シリウスはこの星座の中で最も目立つ星である）はqaštu（弓）として知られていた。これはニヌルタが携えていると考えられていた弓矢の名に由来する。バビロニア時代にはニヌルタは土星と関連付けられた。

## 家族

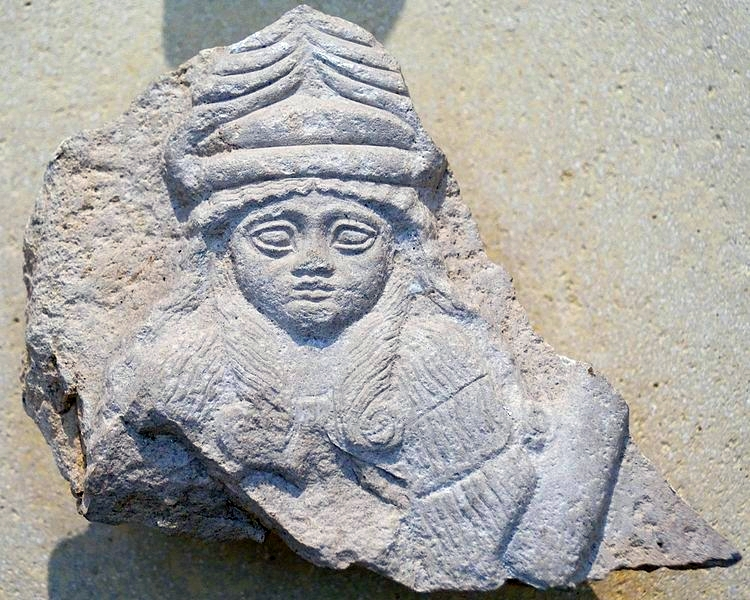
ギルスで発見された石灰岩製の女神胸像。恐らくはニヌルタの配偶者バウであり、角帽を被っている。

ニヌルタは、エンリル神の息子であると考えられていた。『ルガル・エ』においては、ニヌルタの母は女神ニンフルサグ（その名は彼によってニンフルサグと改名された）とされているが 、『Angim dimma』においては彼の母親は女神ニンリルである。「ニヌルタ（Ninurta）」という名前で言及される時、彼の妻は通常は女神グラであるが、「ニンギルス（Ninĝirsu）」としては彼の妻は女神バウである。グラは治癒と薬の女神であり、時にパビルサグ神の妻とされたり、小植物の神アブーの妻とされたりもしていた。バウ女神は「ほとんど専らラガシュにおいてのみ」信仰されていた女神で、時にザババ神の妻ともされていた。彼女とニンギルスの間には2人の息子（イグ・アリマ〈Ig-alima〉とシュル・シャガナ〈Šul-šagan〉という二柱の神）がいると考えられていた。また、バウには7人の娘がいたが、ニンギルスが彼女たちの父親であるという記述はない。エンリル神の息子であるため、ニヌルタの兄弟にはナンナ、ネルガル、ニンアズ、エンビルルがおり、またしばしばイナンナも兄妹とされた。

## 神話

### ルガル・エ
メソポタミアの神々の中で、ニヌルタは恐らく女神イナンナ（イシュタル）に次いで多くの神話に登場する。シュメルの詩『ルガル・エ（Lugal-e）』（『ニヌルタの偉業〈Ninurta's Exploits〉』とも）の中では、アサグという名の病を引き起こし川を毒で冒す悪魔がいたが、ニヌルタは石の戦士たちに守られたアサグと対決し、アサグとその軍隊を打ち取った。その後、ニヌルタは世界を整理し、彼が倒した石の戦士たちから得た石を使って山を作り、灌漑と農業に適するよう、全てのせせらぎ、湖、川がティグリス川とユーフラテス川に注ぐようにした。ニヌルタの母ニンフルサグは彼の勝利を祝うべく天界から下った。ニヌルタはこの時つくった石の山を母神に捧げ、この女神の名をニンフルサグ（山の淑女）と改めた。最後に、ニヌルタは居所たるニップルへと戻り、そこで英雄として称えられた。
この神話はニヌルタの、戦士の神としての役割と農耕の神としての役割を組み合わせている。タイトルの『ルガル・エ』は「おお、王よ！」を意味し、シュメル語のオリジナルの冒頭部のフレーズから採られている。なお、『ニヌルタの偉業』は、学者たちによって名付けられた現代のタイトルである。やがてシュメル語が死語と化し理解し難いものとなった後、この詩はアッカド語に翻訳された。
『ルガル・エ』と同種の作品が『アンギム・ディンマ（Angim dimma）』（『ニヌルタのニップルへの帰還〈Ninurta's Return to Nippur〉』とも）である。この作品は、アサグを殺した後のニヌルタのニップルへの帰還について描写している。この作品は大部分が賛美で構成されており、物語の部分は少ない。堂々たるニヌルタについて述べ、彼をアン神に例えている。『アンギム・ディンマ』はウル第3王朝時代（前2112年頃-前2004年頃）または古バビロニア時代（前1830年頃-前1531年頃）初頭にシュメル語で原作が書かれたと考えられているが、現存する最古のテキストは古バビロニア時代のものである。より後の時代の写本が数多く残存している。この作品は中バビロニア時代（前1600年頃-前1155年頃）にアッカド語に翻訳された。

### アンズーの神話

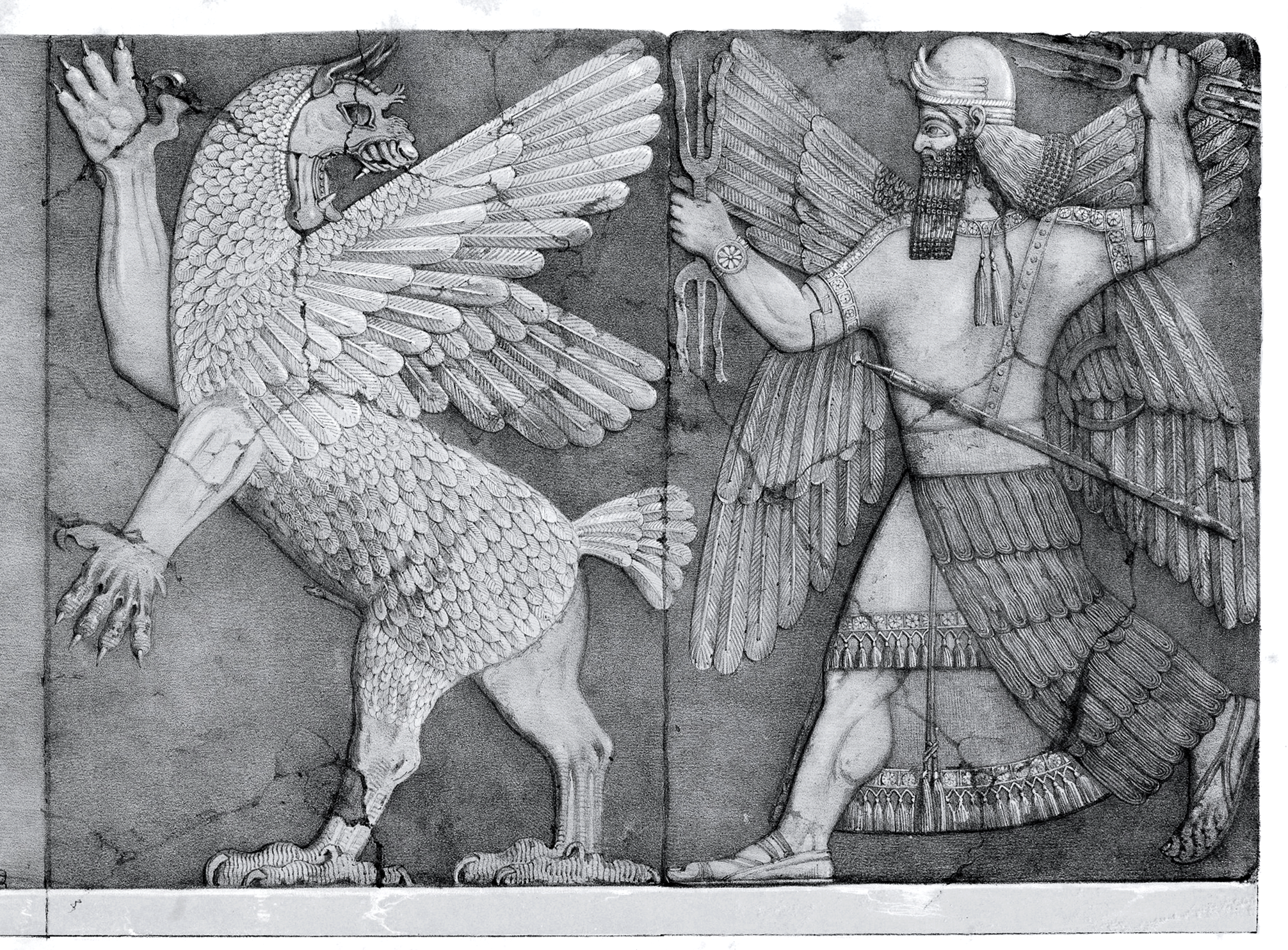
雷を携えたニヌルタがエンリルの聖域から天命の書板を盗み出したアンズーを追う（オースティン・ヘンリー・レヤード、『Monuments of Nineveh』2nd Series、1853年

ニヌルタはエンリル神から主神権を司る天命の書板を盗み出した怪鳥アンズー（ズー）を退治した神として知られている。この話の顛末は次のようなものである。
アンズーは、バビロニアの神話においてエンリル神から聖域エ・クル神殿の守護を任じられた怪鳥である。しかし、エンリル神の主神権の行使、支配者の冠、神の衣を目の当たりにしていたアンズーは、エンリルの主神権を自らのものとする野心に駆られ、エンリルが清浄な水で沐浴している最中に天命の書板を盗み出した。これはエンリル神に主神権を与えている聖なる粘土板であった。このため、まつりごとは滞り、神々は途方に暮れることとなった。
諸国の神々が集まって対策を協議し、アンズーの討伐を行う者を選定したが、推薦されたアダド神、イナンナ（イシュタル）神、シャラ神はいずれも天命の書板の力を恐れて討伐を拒否した。そして最終的にエンキ（エア）神が討伐担当者を見つけ出すことになり、彼はニヌルタ（ニンギルス）を推挙することを決めた。ニヌルタに同意させるため、エンキは彼の母を称えて味方につけ、母の言いつけを受けたニヌルタは、アンズー討伐のために出陣した。
ニヌルタとアンズーは山の中で遭遇し戦いを始めた。ニヌルタはアンズーに葦の矢を放ったが、天命の書板の力によって矢は分解され、矢を作っていた葦は元の茂みに、弓の弦は元の森に、弦は元の獣に、そして矢羽根は元の鳥へと戻った。ニヌルタが苦戦しているのを見たアダドが戦況をエンキに報告すると、エンキはアダドに対してニヌルタへの助言を伝えるよう命じた。ニヌルタはこの助言に従い、烈風を用いてアンズーの翼を断ち切った。
そしてダガン神が神々の集会でニヌルタの勝利を告げ、褒章としてニヌルタは神々の集会への参加を認められた。エンリルはビルドゥ神をニヌルタのもとに使者として送り、天命の書版を返却するよう求めた。ニヌルタのビルドゥに対する返答は断片的にしか残されていないが、当初彼は返却を拒否した可能性がある。しかし、最終的にはニヌルタは天命の書版を父たるエンリルに返却した。この物語はアッシリアの王宮の学者たちの間で特に人気があった。
UET 6/1 2に記録されている『ニヌルタと亀（Ninurta and the Turtle）』の神話は、元来は非常に長い文学作品の断片である。この物語の中ではアンズーを破った後、ニヌルタがエリドゥ市でエンキ神に称えられている。しかし、エンキは彼の野望を感じ取って巨大な亀を創り、それをニヌルタの背後に放ってその足首に噛みつかせた。戦いの中で、亀はその爪で穴を掘り、ニヌルタと亀はその穴へと落ちていった。そしてエンキはニヌルタの敗北に満足した。この物語の結末は失われている。判読可能な最後の部分には、ニヌルタの母ニンマフの嘆きについて書かれており、彼女は息子ニヌルタの代わりを見つけ出すことを考えているように思われる。チャールズ・ペングレイス（Charles Penglase）によれば、この物語ではエンキ神は明らかに英雄として描かれており、自身の下に権力を獲得しようとしたニヌルタ神の計画の阻止に成功したことは、エンキの至高の叡智と狡猾さを証明することが意図されている。

### その他の神話

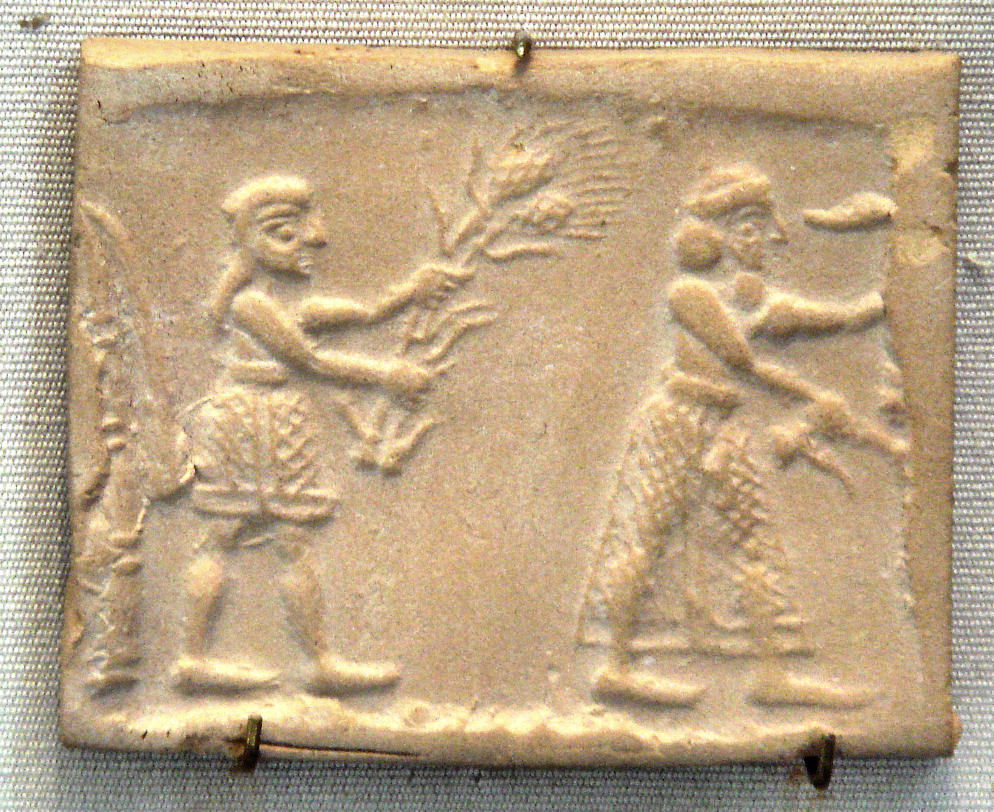
前3200年頃のものと思われるシュメルの円筒印象。1人のエンシとその侍祭が聖獣の群れ（a sacred herd）に餌をやっている。ニヌルタは農耕の神であり、「シュメルの『農事歳時記（Georgica）』」として知られる詩では、農業について詳細な助言を下している。

『ニヌルタのエリドゥへの旅（Ninurta's Journey to Eridu）』において、ニヌルタはニップル市のエ・クル神殿を去り、名前不詳の案内人に連れられてエリドゥ市のアプスーへと旅をしている。エリドゥ市でニヌルタはアン神とエンキ神と共に集会に出席し、エンキ神が彼に生涯にわたる「メ（神力）」を与えた。この詩はニヌルタのニップル市への帰還で終わっている。恐らくこの物語は、ニヌルタの神像が、ある都市から別の都市へと運ばれるという「旅」を取り扱っており、登場する「案内人」はこの神像の運搬者であろう。また、この物語は、別のシュメル神話の『イナンナとエンキ（Inanna and Enki）』に極めてよく似ている。この物語では女神イナンナがエリドゥへと旅し、エンキ神から「メス（mes）」を受け取る。前1700年-前1500年の間のいずれかの時点で書かれたシュメルの『農事歳時記（Georgica）』として知られるある詩では、ニヌルタは農業に関わる諸問題について、どのように作物を植え、世話をし、収穫するか、どのように畑の作付け準備をするか、さらにはどのように鳥害を防ぐかといった詳細なアドバイスを与えている。この詩は年間を通じた農地における生活のほとんどあらゆる側面をカバーしている。
『殺された勇士たち（Slain Heroes）』の神話は多くの文書で触れられているが、完全なものは残されていない。この神話の中で、ニヌルタは様々な敵と戦っている。ブラックとグリーンはこれらの敵を「奇態でマイナーな神々（bizarre minor deities）」と表現している。この中には6つの頭を持った野羊（six-headed Wild Ram）、ヤシの木の王（Palm Tree King）、人魚（または半魚人）クリアンナなどがいる。これらの敵の一部は死者の魂を冥界に運ぶマギルム船（the Magillum Boat）や貴重な金属を表象する「強き銅（strong copper）」のような無生物である。一連の試練と勝利を扱ったこの物語は、ギリシア神話のヘーラクレースの12の功業の起源であるかもしれない。

## 後世への影響

### 古典古代

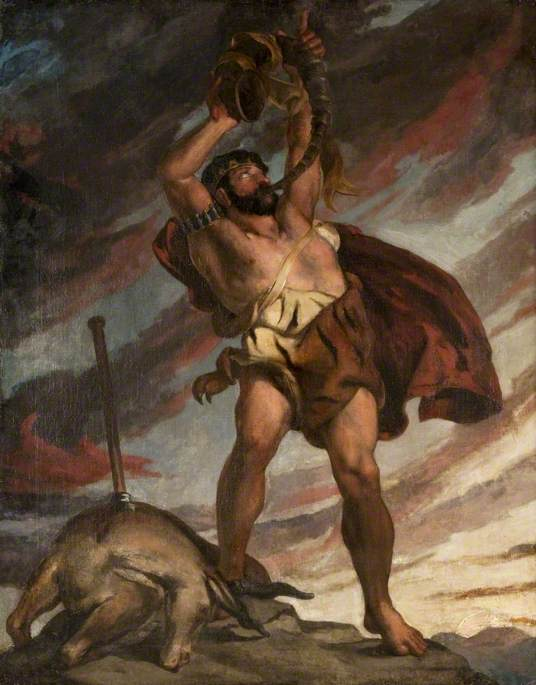
『ニムロド（Nimrod）』（1832年）。デーヴィッド・スコット作。『旧約聖書』「創世記」10:8–12で言及される「勇敢な狩人」ニムロドは多くの学者によってニヌルタ自体か、この神の名にちなんだ名前を持つアッシリア王トゥクルティ・ニヌルタ1世から着想を得たものであると考えられている。

前7世紀後半、カルフ市は外敵によって占領された。しかし、ニヌルタは完全に忘れ去られることはなかった。多くの学者は、ニヌルタが『旧約聖書』「創世記」（10:8–12）で「勇敢な狩人」とされる登場人物ニムロドの原型であると考えている。「ニヌルタ（Ninurta）」という名前がどのようにしてヘブライ語の「ニムロド（Nimrod）」へと変化したのか、未だ完全には明らかになっていないが、両者はほぼ同じ権能と属性を持っており、現在では「ニヌルタ」が「ニムロド」という名前の語源である可能性が高いと考えられている。最終的にはニヌルタとの関係性から、カルフ市の支配者自体がアラビア語で「ナムルード（Namrūd）」の名で知られるようになった。
後に『旧約聖書』の「列王記」（19:37）および「イザヤ書」（37:38）において、アッシリア（アッスリヤ）王センナケリブが息子のアドラメレクとシャレゼル（ナブー・シャル・ウツル）によってニスロクの神殿で殺害されたことが記録されている。このニスロクはニムロドの誤記による名称である可能性が高い。この仮説はヘブライ文字のמがסと入れ替わり、またדがךと入れ替わったというものである。これらの文字の明白な形状の類似と、アッシリアの神々の中にニスロクという名の神が確認されていないことから、大部分の学者はニスロクという名前について、誤記によって生じたという仮説が最も蓋然性のある説明であると考えている。もし「ニスロク」がニヌルタであるならば、カルフのニヌルタ神殿がセンナケリブ殺害の現場であった可能性は非常に高いものとなる。他の学者はニスロクをアッシリアの火の神ヌスクと同定することを試みているが、ハンス・ワイルドバーガー（Hans Wildberger）は提案されているこれら全ての仮説を言語学的にあり得ないものとして否定している。
『旧約聖書』「創世記」はニムロドをノアの大洪水後の最初の王、また諸都市の建設者としてポジティブに描写しており、旧約聖書のギリシア語訳版（七十人訳聖書）では彼はギガース（巨人族）として言及され、「ヤハウェの前に」を意味するヘブライ語の原文が「神に反する」と誤訳されている。このために、ニムロドは偶像崇拝者の典型として描かれるようになった。西1世紀頃、哲学者フィロンが彼の作品『Inquiries』で説明しているユダヤ教文学「ミドラーシュ」の初期の作品群では、ニムロドはバベルの塔の建造を唆しこの計画への参加を拒否したユダヤ人の族長アブラハムを迫害した。ヒッポのアウグスティヌスは彼の著作『神の国』において、「地上の被造物の詐欺師、圧制者、破壊者」としてニムロドに言及している。

### 近現代

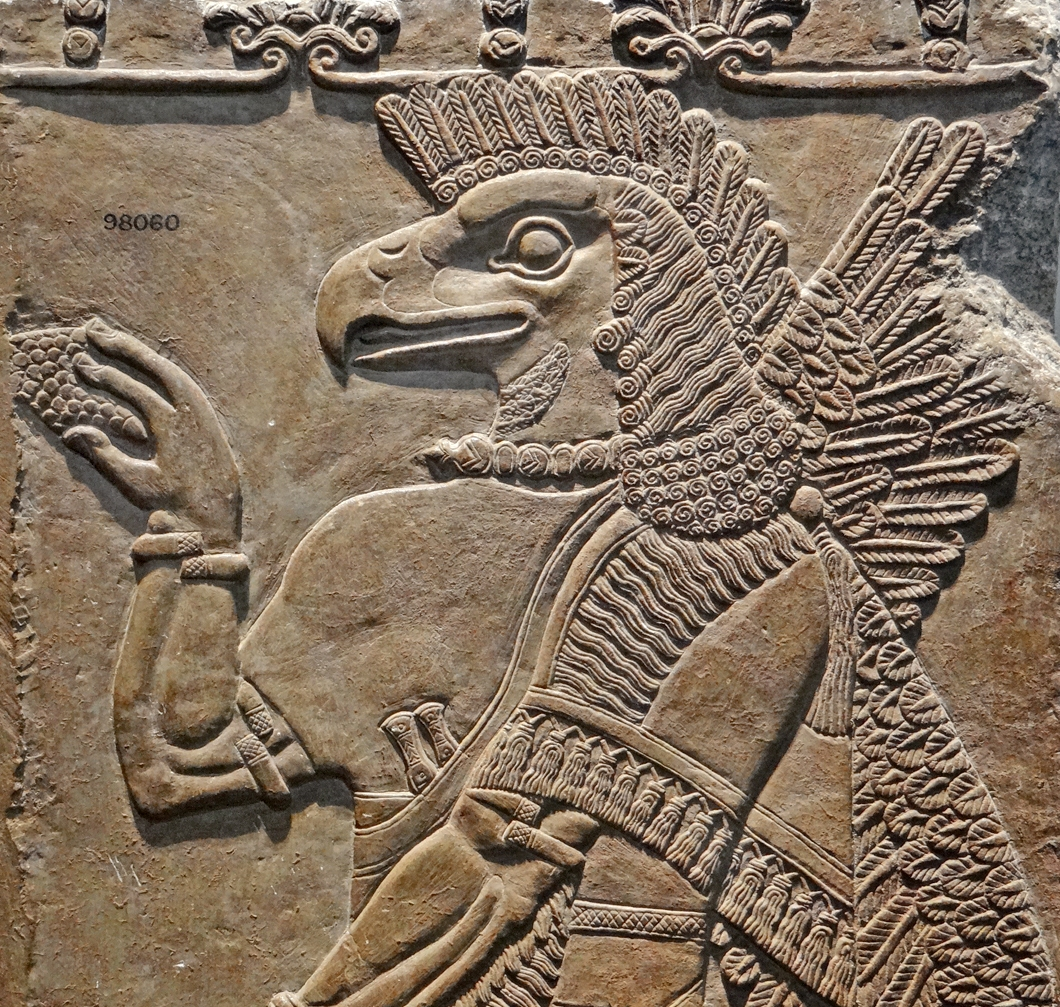
カルフのニヌルタ神殿で発見された鷲頭人身の石製レリーフの傑作。19世紀にはこのような描写はニヌルタを表したものとして広まっていた。しかしこれは誤りである。さらに一般には「ニスロク」として知られていた。

16世紀、ニスロクは悪魔の1つと見られるようになった。オランダの悪魔学者ヨーハン・ヴァイヤーは彼の作品『悪魔の偽王国（Pseudomonarchia Daemonum）』（1577年）の中で、ニスロクを地獄の「料理長（chief cook）」として記載している。ニスロクはジョン・ミルトンの叙事詩『失楽園』（初版 1667年）の第6巻（Book VI）にサタンの悪魔たちの1人として登場している。ニスロクは険しい顔つきで打ち金の鎧を身につけているとされ、天使たちと悪魔たちの戦いは互角であるというサタンの主張に疑問を投げかけている。彼は、悪魔たちも苦難を感じており、それが士気を挫いてしまうだろうとしてサタンの意見に反対した。ミルトンの研究者ロイ・フラナガン（Roy Flannagan）によれば、ミルトンはニスロクを臆病者として描こうとしたのかもしれないという。なぜならC・ステファヌス（C. Stephanus）のヘブライ語辞書を閲覧しており、そこでは「ニスロク」という名前は「飛ぶ」あるいは「弱さへの誘惑（Delicate Temptation）」と定義されているためである。
1840年代、イギリスの考古学者オースティン・ヘンリー・レヤードはカルフで翼を持った鷲頭人身の石製彫刻を数多く発掘した。センナケリブ殺害の聖書の物語を連想したレヤードは、この像が「ニスロク」であると誤認した。19世紀を通じて、大衆文学ではこれらの彫刻は「ニスロク」として認知され続けた。イーディス・ネズビットの1906年の児童小説『魔よけ物語 続・砂の妖精』では幼い主人公たちが鷲頭の「ニスロク」を案内者として召喚する。美術史に関わる現代の著作の中には、鷲頭人身像がニスロクであるという古い誤認を繰り返しているものがあり、また、中近東の学者たちは現在、一般的に「グリフォンの悪魔」としてニスロクに言及している。
2016年、ISIL（イラク・レヴァントのイスラーム国）はこの地域を短期間占領し、その間にアッシュル・ナツィルパル2世が建てたカルフのニヌルタのジッグラトを破壊した。この破壊は、イスラームの過激な解釈と合致しないとされたあらゆる古代の遺構を破壊するというISILの長年の方針に則ったものであった。American Society of Overseas Research（ASOR、アメリカ海外研究協会）のCultural Heritage Initiatives（文化遺産イニシアチブ）の声明によれば、ISILは将来のプロパガンダと、現地人の士気を挫くためにこの神殿の破壊したのかもしれない。
2020年3月、考古学者たちはギルスの遺跡で、5000年前の聖域が300点以上の儀式用の陶製カップ、ボウル、ビン、動物骨、ニンギルスに奉ずる儀式の行列で満たされているのを発見したと発表した。遺物の中の1つはナンシェ神に捧げられたと考えられるアヒル型の青銅製の像であり、目は樹皮で作られていた。